# Rajd Szwecji 2002
Rezultaty Rajdu Szwecji (51st Uddeholm Swedish Rally), eliminacji Rajdowych Mistrzostw Świata w 2002 roku, który odbył się w dniach 1–3 lutego. Była to druga runda czempionatu w tamtym roku i jedyna na śniegu, a także pierwsza w Production Cars WRC. Bazą rajdu było miasto Karlstad. Zwycięzcami rajdu zostali Finowie Marcus Grönholm i Timo Rautiainen w Peugeocie 206 WRC. Wyprzedzili oni rodaków Harriego Rovanperę i Risto Pietiläinena jadących Peugeotem 206 WRC oraz Hiszpanów Carlosa Sainza i Luísa Moyę w Fordzie Focusie WRC. Z kolei w Junior WRC zwyciężyli Finowie Kristian Sohlberg i Jukka Aho, jadący Mitsubishi Lancerem Evo 6.
Rajdu nie ukończyło sześciu kierowców fabrycznych. Kierowcy Subaru Imprezy WRC Fin Tommi Mäkinen i Norweg Petter Solberg odpadli kolejno na 4. i 6. odcinku specjalnym, obaj z powodu awarii silnika. Rajdu nie ukończyli również dwaj kierowcy Škody Octavii WRC. Fin Toni Gardemeister wypadł z trasy na 11. odcinku specjalnym, a Szwed Kenneth Eriksson zrezygnował z dalszego udziału w rajdzie na 16. oesie z powodu awarii silnika. Z rajdu odpadli też dwaj kierowcy Hyundaia Accenta WRC. Belg Freddy Loix doznał awarii zawieszenia na 14. oesie, a Niemiec Armin Schwarz awarii przekładni (także na 14. oesie).

## Klasyfikacja ostateczna
| Miejsce                      | Zawodnik                  | Pilot                     | Samochód                  | Czas                      | Strata                    | Grupa                     | Punkty                    |
| WRC (pierwsza dziesiątka)    | WRC (pierwsza dziesiątka) | WRC (pierwsza dziesiątka) | WRC (pierwsza dziesiątka) | WRC (pierwsza dziesiątka) | WRC (pierwsza dziesiątka) | WRC (pierwsza dziesiątka) | WRC (pierwsza dziesiątka) |
| ---------------------------- | ------------------------- | ------------------------- | ------------------------- | ------------------------- | ------------------------- | ------------------------- | ------------------------- |
| 1.                           | Marcus Grönholm           | Timo Rautiainen           | Peugeot 206 WRC           | 3:07:28.6                 |                           | A8 M                      | 10                        |
| 2.                           | Harri Rovanperä           | Risto Pietiläinen         | Peugeot 206 WRC           | 3:08:53.1                 | +1:24.5                   | A8 M                      | 6                         |
| 3.                           | Carlos Sainz              | Luís Moya                 | Ford Focus WRC            | 3:09:54.4                 | +2:25.8                   | A8 M                      | 4                         |
| 4.                           | Richard Burns             | Robert Reid               | Peugeot 206 WRC           | 3:10:02.5                 | +2:33.9                   | A8 M                      | 3                         |
| 5.                           | Alister McRae             | David Senior              | Mitsubishi Lancer WRC     | 3:11:43.3                 | +4:14.7                   | A8 M                      | 2                         |
| 6.                           | Colin McRae               | Nicky Grist               | Ford Focus WRC            | 3:11:43.6                 | +4:15.0                   | A8 M                      | 1                         |
| 7.                           | Janne Tuohino             | Petri Vihavainen          | Ford Focus WRC            | 3:11:52.0                 | +4:23.4                   | A8                        |                           |
| 8.                           | Juha Kankkunen            | Juha Repo                 | Hyundai Accent WRC        | 3:12:05.5                 | +4:36.9                   | A8 M                      |                           |
| 9.                           | Sebastian Lindholm        | Timo Hantunen             | Peugeot 206 WRC           | 3:12:25.2                 | +4:56.6                   | A8                        |                           |
| 10.                          | François Duval            | Jean-Marc Fortin          | Ford Focus WRC            | 3:14:01.9                 | +6:33.3                   | A8                        |                           |
| PCWRC (punktujący zawodnicy) |                           |                           |                           |                           |                           |                           |                           |
| 1. (24.)                     | Kristian Sohlberg         | Jukka Aho                 | Mitsubishi Lancer Evo 6   | 3:25:25.9                 |                           | N4                        | 10                        |
| 2. (25.)                     | Toshihiro Arai            | Tony Sircombe             | Subaru Impreza 555        | 3:25:52.0                 | +26.1                     | N4                        | 6                         |
| 3. (26.)                     | Marko Ipatti              | Kari Kajula               | Mitsubishi Lancer Evo 6   | 3:26:24.7                 | +58.8                     | N4                        | 4                         |
| 4. (27.)                     | Alex Fiorio               | Enrico Cantoni            | Mitsubishi Lancer Evo 7   | 3:27:04.7                 | +1:38.8                   | N4                        | 3                         |
| 5. (31.)                     | Saulius Girdauskas        | Žilvinas Sakalauskas      | Mitsubishi Lancer Evo 6   | 3:31:08.3                 | +5:42.4                   | N4                        | 2                         |
| 6. (38.)                     | Martin Rowe               | Chris Wood                | Mitsubishi Lancer Evo 6   | 3:35:58.4                 | +10:32.5                  | N4                        | 1                         |

1. ↑  Litera M przy oznaczeniu grupy do której należy samochód oznacza, iż tylko ci kierowcy zdobywali punkty dla swoich zespołów liczonych w klasyfikacji producentów na koniec sezonu.

## Zwycięzcy odcinków specjalnych
| Dzień      | Odcinek | G. rozp. | Nazwa          | Długość | Zwycięzca         | Czas    | Lider rajdu     |
| ---------- | ------- | -------- | -------------- | ------- | ----------------- | ------- | --------------- |
| 1 1 lutego | SS1     | 08:29    | Sagen 1        | 14.17km | Marcus Grönholm   | 7:32.7  | Marcus Grönholm |
| 1 1 lutego | SS2     | 09:20    | Rammen 1       | 23.16km | Harri Rovanperä   | 12:04.5 | Marcus Grönholm |
| 1 1 lutego | SS3     | 11:47    | Granberget 1   | 40.51km | Harri Rovanperä   | 20:50.5 | Harri Rovanperä |
| 1 1 lutego | SS4     | 15:11    | Fredriksberg 1 | 18.14km | Thomas Rådström   | 10:42.6 | Harri Rovanperä |
| 1 1 lutego | SS5     | 15:54    | Lejen 1        | 28.07km | Colin McRae       | 14:40.4 | Marcus Grönholm |
| 2 2 lutego | SS6     | 08:55    | Granberget 2   | 40.51km | Colin McRae       | 19:59.7 | Marcus Grönholm |
| 2 2 lutego | SS7     | 12:09    | Fredriksberg 2 | 18.14km | Marcus Grönholm   | 10:15.8 | Marcus Grönholm |
| 2 2 lutego | SS8     | 12:52    | Lejen 2        | 28.07km | Marcus Grönholm   | 13:58.4 | Marcus Grönholm |
| 2 2 lutego | SS9     | 12:05    | Malta          | 11.25km | Marcus Grönholm   | 5:34.9  | Marcus Grönholm |
| 2 2 lutego | SS10    | 15:37    | Hara           | 11.91km | Marcus Grönholm   | 5:59.2  | Marcus Grönholm |
| 2 2 lutego | SS11    | 16:11    | Torntorp 1     | 19.21km | Marcus Grönholm   | 10:14.8 | Marcus Grönholm |
| 3 3 lutego | SS12    | 08:29    | Sagen 2        | 14.17km | Richard Burns     | 7:20.2  | Marcus Grönholm |
| 3 3 lutego | SS13    | 09:20    | Rammen 2       | 23.16km | odcinek anulowany | –       | Marcus Grönholm |
| 3 3 lutego | SS14    | 10:59    | Vargasen       | 32.43km | Richard Burns     | 17:50.1 | Marcus Grönholm |
| 3 3 lutego | SS15    | 11:59    | Torntorp 2     | 19.21km | Colin McRae       | 9:55.7  | Marcus Grönholm |
| 3 3 lutego | SS16    | 13:52    | Hagfors 2002   | 39.85km | Richard Burns     | 19:45.2 | Marcus Grönholm |

## Klasyfikacja po 2 rundach
Tabele przedstawiają tylko pięć pierwszych miejsc.

### Kierowcy
| Lp. | Kierowca        | Pkt |
| --- | --------------- | --- |
| 1   | Marcus Grönholm | 12  |
| 2   | Tommi Mäkinen   | 10  |
| 3   | Carlos Sainz    | 8   |
| 4   | Sébastien Loeb  | 6   |
| 4   | Harri Rovanperä | 6   |

### Producenci
| Lp. | Producent                    | Pkt |
| --- | ---------------------------- | --- |
| 1   | Peugeot Total                | 20  |
| 2   | Ford Rallye Sport            | 16  |
| 3   | 555 Subaru WRT               | 12  |
| 4   | Marlboro Mitsubishi Ralliart | 3   |
| 5   | Hyundai Castrol WRT          | 1   |